# Малая Кызылова
Малая Кызылова — деревня в Каслинском районе Челябинской области России. Входит в состав Огневского сельского поселения.

## География
Находится на левом берегу реки Караболка, примерно в 52 км к востоку-северо-востоку (ENE) от районного центра, города Касли, на высоте 157 метров над уровнем моря.

## История
Деревня была основана как выселок из деревни Кызыловой. В начале XIX века Малая Кызылова начинает упоминаться в картографических источниках (карта Шадринского уезда Пермской губернии). С 80-х годов XX века на территории деревни располагалась бригада совхоза «Огневский».

## Население
| 2002 | 2010 |
| ---- | ---- |
| 27   | ↘8   |

По данным Всероссийской переписи, в 2010 году численность населения деревни составляла 8 человек (6 мужчин и 2 женщины).

## Улицы
Уличная сеть деревни состоит из одной улицы (ул. Солнечная).